# Desi Sangye Gyatso
Desi Sangye Gyatso (1653-1705) va ser el regent del cinquè Dalai-lama (1617-1682), fundador de l'Escola de Medicina i Astrologia a Chokpori (o 'Iron Mountain') en 1694 i qui va escriure el tractat (Beryl blau). El seu nom s'escriu de vegades com Sangye Gyamtso. Segons algunes versions, Sangye Gyatso es creu que és el fill del cinquè Dalai-lama. Va governar com a regent, ocultant la mort del Dalai-lama, mentre el bebè sisè Dalai-lama aconseguia l'edat adulta, durant setze anys. Durant aquest període, va supervisar la realització del Palau de Potala, i també es va preservar de la política xinesa. Amb el temps, el descobriment d'aquest engany no va ser pres amablement per l'emperador Kangxi de la dinastia Qing. Segons Lindsay G. McCune en la seva tesi (2007), Desi Sangye Gyamtso refereix en la seva Vaidurya Serpo al lama Drakpa Gyeltsen com l'oficial panxut (nang lhûg tan grod) i afirma que, arran de la seva mort, que va tenir un auspiciós renaixement.